# Imma thyriditis
Imma thyriditis är en fjärilsart som beskrevs av Edward Meyrick 1906. Imma thyriditis ingår i släktet Imma och familjen Immidae. Inga underarter finns listade i Catalogue of Life.